# (31064) 1996 TP11
(31064) 1996 TP11 è un asteroide della fascia principale esterna. Scoperto nel 1996, presenta un'orbita caratterizzata da un semiasse maggiore pari a 2,945232 UA e da un'eccentricità di 0,072048, inclinata di 11,926320ª rispetto all'eclittica.
Fa parte della famiglia di asteroidi San Marcello.